# Rebecca Smith (natation)
Pour les articles homonymes, voir Rebecca Smith.
Rebecca Smith, née le 14 mars 2000 à Red Deer, est une nageuse canadienne.

## Carrière
Elle dispute les Championnats du monde juniors de natation 2015 à Singapour, remportant une médaille d'argent en relais 4 × 200 m nage libre ainsi qu'une médaille de bronze en relais 4 × 100 m nage libre. Aux Championnats du monde juniors de natation 2017 à Indianapolis, elle est médaillée d'or en relais 4 × 100 m nage libre et en relais 4 × 200 m nage libre, médaillée d'argent sur 100 mètres papillon et médaillée de bronze sur 50 mètres papillon.
Aux Championnats du monde de natation 2017 à Budapest, Shayna Jack est médaillée de bronze en relais 4 × 100 m quatre nages mixte, mais elle ne dispute pas la finale.
Elle est médaillée d'argent du relais 4 × 200 m nage libre aux Jeux du Commonwealth de 2018 à Gold Coast.
Elle obtient aux Championnats pan-pacifiques 2018 à Tokyo ainsi qu'aux Championnats du monde de natation 2019 à Gwangju deux médailles de bronze, en relais 4 × 100 m nage libre et en relais 4 × 200 m nage libre.

## Palmarès

### Championnats du monde en grand bassin
- Championnats du monde 2017 à Budapest :
  -  Médaille de bronze du relais 4 × 100 m quatre nages mixte (participe uniquement aux séries).
- Championnats du monde 2019 à Gwangju :
  -  Médaille de bronze du relais 4 × 100 m nage libre (participe uniquement aux séries).
  -  Médaille de bronze du relais 4 × 200 m nage libre (participe uniquement aux séries).
  -  Médaille de bronze du relais 4 × 100 m quatre nages (participe uniquement aux séries).
- Championnats du monde 2022 à Budapest :
  -  Médaille d'argent du relais 4 × 100 m nage libre (participe uniquement aux séries).
  -  Médaille de bronze du relais 4 × 200 m nage libre (participe uniquement aux séries).
- Championnats du monde 2024 à Doha :
  -  Médaille de bronze du relais 4 × 100 m nage libre.
  -  Médaille de bronze du relais 4 × 100 m quatre nages.